# Чернаково (Вологодская область)
Чернаково — деревня в Великоустюгском районе Вологодской области.
Входит в состав Шемогодского сельского поселения, с точки зрения административно-территориального деления — в Шемогодский сельсовет.
Расстояние по автодороге до районного центра Великого Устюга — 12 км, до центра муниципального образования Аристово — 5 км. Ближайшие населённые пункты — Рукавишниково, Верхнее Бородкино, Чёрная, Бахарево.
По переписи 2002 года население — 6 человек.